# 2006年勁歌金曲優秀選第三回得獎名單
2006勁歌金曲優秀選第三回於2006年12月16日晚上在將軍澳工業邨電視廣播城舉行，由崔建邦主持，並由無綫電視之翡翠台作現場直播。全晚頒發十首得獎歌曲。

## 得獎名單

### 優秀選得獎歌曲（按頒發次序排序）
- 華麗邂逅 - 容祖兒
- 一刀兩斷 - 陳慧琳
- 愛得太遲 - 古巨基
- 離家出走 - 衛　蘭
- 你不是好情人 - Twins
- 光明會 - 何韻詩
- 紅綠燈 - 鄭　融
- 我們的序幕 - at17
- 大傻 - 楊千嬅
- 裙下之臣 - 陳奕迅

### 最受歡迎廣告歌曲獎
- 全天候愛上 - 方皓玟

### 新人薦場飈升獎
- 關楚耀